# 에쎈테크
에쎈테크(Essen Tech Co. Ltd.)는 대한민국의 황동밸브 기업이다. 본사는 전북 군산시 자유무역2길 15 (오식도동, 군산자유무역지역표준공장 7동)에 위치해 있으며 대표이사는 조시영이다.

## 역사
1985년 11월 설립되어 2000년 8월 코스닥 상장되었다.

## 같이 보기
- 밸브

## 참고 문헌
1. ↑  에쎈테크, 작년 영업손실 72억…적자 전환, 이데일리, 2024-01-22
2. ↑  HARFKO 2024 출품기업 에쎈테크, Kharn, 2024-03-08
3. ↑  김유진, 한국IR협의회 기술분석보고서-에쎈테크, 2022.03.31